# Mark Smith (ator)
Mark Smith (Acton, Londres, Reino Unido, 30 de setembro de 1969) é um ator inglês e fisiculturista que estrelava, sob a alcunha de "Rhino", a série televisiva Gladiators, exibida pela ITV entre 1992 e 2000. Atualmente ele vive em Acton, Londres, onde nasceu.

## Carreira
Mark Smith chegou a aparecer em filmes como: Argo (2012), vencedor do Oscar de melhor filme em 2013; The Frozen Ground, filme de 2013 estrelado por Nicolas Cage e John Cusack; e No Good Deed, filme de 2014 estrelado por Idris Elba e Taraji P. Henson. Também dublou o personagem Policial McChifre (de nome original McHorn), um rinoceronte policial, no filme de animação Zootopia, lançado em 2016 pela Walt Disney Animation Studios. Zootopia venceu o Oscar de melhor filme de animação em 2017.

## Vida pessoal
Mark tem três filhos, dois deles com sua segunda esposa, Simone Young.

## Ligações Externas
- Web Site Oficial de Mark Smith (em inglês)
- Mark Smith. no IMDb.